# Dead Season
Dead Season — американская метал-группа, образованная в 2003 году в городке под названием Оксфорд (штат Мэн). Группа известна прежде всего тем, что она смогла прославиться, не сотрудничая с известными лейблами, вроде Roadrunner Records. На сегодняшний день группа выпустила три полноформатных альбома и два мини-альбома.

## История
Группа была образована в 2003 году двумя братьями, Мэттом и Эаном Труманами (первый играл на гитаре, второй был вокалистом). Сначала братья перепевали хиты известных групп, но потом им захотелось исполнять собственные песни. Первый мини-альбом группы, Down Again, вышел в 2004-м и занял первое место в битве групп, организованной популярной в штате Мэн радиостанцией WTOS. В 2005 году вышел второй мини-альбом под названием The Fight, который вновь победил в битве групп WTOS.
В 2006 году к группе присоединился Энди Хакетт, игравший на ударных. В августе того же года вышел первый полноценный альбом Dead Season, названный Rise. Ко всеобщему удивлению, Dead Season снова победили в битве групп WTOS, в связи с чем радиостанции пришлось на время запретить группе участвовать в мероприятии, ведь они выиграли битву три раза подряд, и побеждать в четвёртый раз было бы несправедливо по отношению к другим участникам. Ещё большим сюрпризом для группы стало то, что за весьма короткий срок было продано более десяти тысяч копий Rise, особенно учитывая, что большая часть продаж была произведена «на родине» Dead Season, в штате Мэн . Для дебютного альбома это был просто невероятный успех. К тому же, с момента своего выхода (август 2006-го), Rise был самым продаваемым альбомом в Мэне вплоть до 2008 года.
Второй альбом носил название «When Everything’s Lost…» и вышел лишь в 2008 году, а в его записи участвовал басист Стив Черч, который присоединился к группе в 2007 году. Мало того, что сам альбом получился великолепным, так он ещё и занял пятое место среди самых продаваемых альбомов в штате (обогнали их не кто-нибудь, а новые альбомы Metallica, Disturbed, Radiohead и Lil' Wayne). К тому же, «When Everything’s Lost…» целых шесть недель продержался в чарте Billboard Heatseekers Northeast, а синглы «Never Decide» и «You Keep Me Alive» несколько недель были в пятёрке самых популярных песен на радиостанциях штата. Третий же сингл, «Cancer», продержался в пятёрке целый месяц!
Третий альбом, Life Death, вышел в сентябре 2009 года. Альбом вышел неплохим, и в стиле группы. В особенности удались песни Coming To Get Me, This Depression, For The Radio и Say Goodbye.

## Другое о Dead Season
- Dead Season — это определённо одна из самых необычных нью-метал групп двухтысячных. Музыка группы не только отличается от прочих банд звучанием, но и имеет собственный неповторимый стиль, и узнаваемый голос вокалиста Эона Трумана.
- Группе довелось выступить вместе с такими коллективами, как Disturbed, Lacuna Coil, Nonpoint, Mushroomhead, Powerman 5000, (hed) P.E., Hatebreed, Skindred и другими.
- Группа не сотрудничает ни с одним музыкальным лейблом, зато её спонсируют фирмы Monster Energy Drinks и Summit Spring Water.

## Состав
- Эан Труман (Ian Truman) — вокал
- Мэтт Труман (Matt Truman) — гитара, бэк-вокал
- Стив Чёрч (Steve Church) — бас-гитара
- Энди Хакетт (Andy Hackett) — ударные

## Дискография
- Down Again (EP) — 2004
- The Fight (EP) — 2005
- Rise — 2006
- When Everything’s Lost… — 2008
- Life Death — 2009
- The Negative NUMBers (EP) — 2011
- Rise (Reissue with 7 Bonus Tracks) — (2013)

## Ссылка
- Официальный сайт
- Dead Season на MySpace